# いわきラジオ中継局
いわきラジオ中継局（いわきラジオちゅうけいきょく）は、福島県いわき市にあるNHK福島放送局とラジオ福島（rfc）の中波放送中継局の総称。正式名称は、NHK福島放送局で八幡小路ラジオ放送所、ラジオ福島でいわき放送局である。

## 概要
- 当中継局は、いわき市内にあり、浜通り南部の広範囲に電波を発射している。

## 中継局概要
| 放送局名         | 呼出符号       | 周波数  | 空中線電力 | 放送対象地域 | 放送区域内世帯数 | 開局年月日     |
| NHK福島ラジオ第1 | （旧JOHQ）なし | 1341kHz | 1kW        | 福島県       | -                | 1941年12月30日 |
| NHK福島ラジオ第2 | （旧JOHZ）なし | 1539kHz | 100W       | 全国         | -                | 1952年5月10日  |
| rfcラジオ福島    | JOWW           | 1431kHz | 1kW        | 福島県       | -                | 1953年12月1日  |

- NHKの呼出符号は、第1放送がJOHQ、第2放送がJOHZであったが、1991年に廃止された。
- なおラジオ福島のネットラジオ「radiko（県内無料版と、有料会員制の全国版・「radikoプレミアム・エリアフリー」）」では、福島本局の番組を配信している。

## 中継局置局住所
- NHK…いわき市平字八幡小路
- rfc…いわき市平鎌田